# Jorge Luis González Curi
Jorge Luis González Curi (San Francisco de Campeche, 6 de mayo de 1950) es un político y empresario mexicano.  González Curi ha fungido, entre otros puestos, como Presidente Municipal de la Ciudad de Campeche.  Actualmente ocupa el puesto de Diputado plurinominal del Congreso del Estado
González Curi estudió en el colegio Justo Sierra Méndez y el Instituto Campechano. Egresó de la Universidad Iberoamericana de México, D.F. como Arquitecto.

## Puestos desempeñados
González Curi cuenta con una amplia trayectoria en el ámbito empresarial y político.
- Director de Obras Públicas del Municipio de Campeche, del 1 de enero de 1974 al 31 de diciembre de 1976.
- Administrador general de Constructores Unidos de Campeche, S. A., 1977-1985.
- Secretario de desarrollo Urbano, Comunicaciones y Obras Públicas, Gobierno del Estado de Campeche, del 1 de octubre de 1985 al 11 de noviembre de 1988.
- Presidente del H. Ayuntamiento de Campeche, del 1 de enero de 1989 al 31 de diciembre de 1991.
- Delegado Estatal de BANOBRAS, del 8 de enero de 1992 al 5 de julio de 1993.
- Secretario de Turismo, Gobierno del Estado de Campeche, del 15 de septiembre de 2003 hasta el 15 de septiembre de 2009.
- Diputado del Congreso de Campeche por representación proporcional actualmente en el cargo

## Miembro de sociedades mercantiles
- Constructora Delmar de Campeche, S. A. de C. V. – Accionista.
- Distribuidora y Armadora de Aluminio y Vidrio, S. A. de C. V. – Accionista.
- Inmobiliaria y Constructora Campeche, S. A. de C. V. – Accionista.
- Comercial Ah Kim Pech, S. A. de C. V. – Accionista.
- Inmobiliaria y Arrendadora Campeche, S. A. de C. V. – Accionista.
- Hotelera Buenaventura, S. A. de C. V. (Hotel Francis Drake) – Accionista.

## Actividades sociales, gremiales y políticas
- Miembro del Partido Revolucionario Institucional, desde 1976 a la fecha.
- Miembro del Colegio de Arquitectos, desde 1978 a la fecha.
- Presidente del Centro Empresarial de Campeche 1983-1985 y 1995- 1997.
- Consejero Nacional de Coparmex 1983-1985 y 1995- 1997.
- Presidente del Colegio de Arquitectos, 1992-1994.
- Miembro del Consejo Directivo de “Transformando Campeche”, 1995 a la fecha.
- Presidente del Consejo Coordinador Empresarial, 1995-1997.
- Consejero Consultivo de Nacional Financiera en el estado de Campeche, 2008.

## Personal
González Curi está casado con María Consuelo Ruiz de González, con tres hijos y ocho nietos.